# Щоденник сестри Марії Фаустини Ковальської
Щоденник святої сестри Марії Фаустини Ковальської — щоденник, який представляє записи духовних переживань авторки. Фаустина виказує в ньому свої духовні переживання, а також прославляє та проголошує Боже Милосердя, яке представив їй Ісус Христос.

## Історія

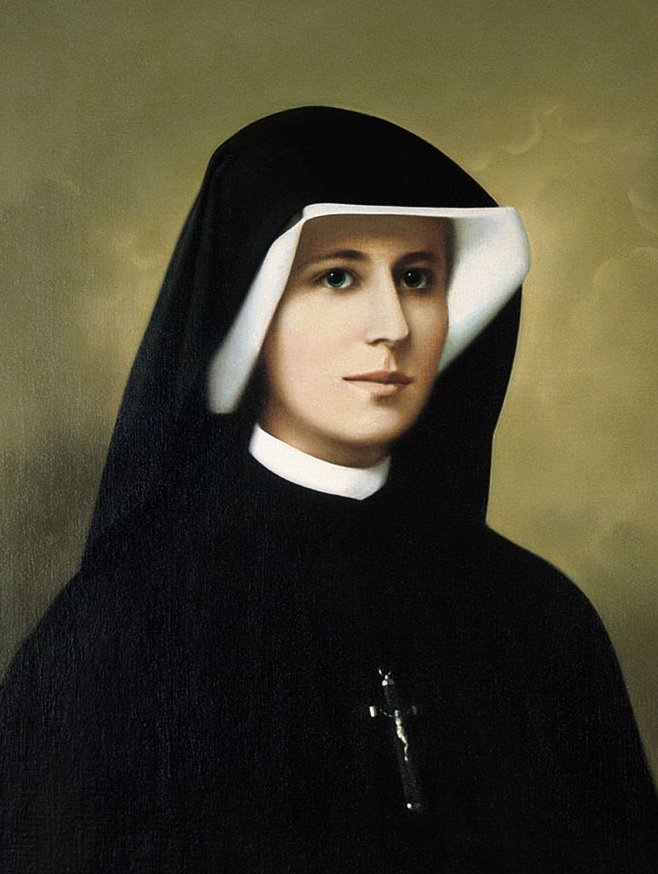
Фаустина Ковальська

Сестра Фаустина писала щоденник у Вільнюсі та Кракові за Бажанням Ісуса, яке було передане через її священиків сповідників блаженного Михайла Сопоцького та Юзефа Андраша. Перший запис у щоденнику був зроблений у липні 1934 року, а останній у червні 1938. Щоденник складається з 6 зошитів-рукописів різного вмісту, а також з окремого зошиту «Моє приготування до Святого Причастя». Текст рукопису не має жодних виправлень чи перекреслень, проте слова Ісуса були підкреслені авторкою за допомогою олівця. Зараз у друкованих виданнях Щоденника Слова Ісуса найчастіше надруковані жирним шрифтом або курсивом. Оригінал рукопису Щоденника знаходиться в монастирі Сестер Матері Божої Милосердя в Кракові (мікрорайон Лагевники).
У 1983 році було здійснено перше видання Щоденника. Раніше опубліковувались тільки фрагменти Щоденника у вигляді брошур, присвячених відданості Божому Милосердю у нових формах, які Ісус подав Фаустині.

## Структура
Щоденник для полегшення цитування фрагментів був поділений на 1824 пунктів.
Структура щоденнику є наступною:
- Зошит I: пункти 1 — 521 (розпочатий в липні 1934 р.)
- Зошит II: пункти 522–1000 (розпочатий в листопаді 1934 р.)
- Зошит III: пункти 1001–1230 (розпочатий в лютому 1937 р.)
- Зошит IV: пункти 1231–1321 (розпочатий в серпні 1937 р.)
- Зошит V: пункти 1322–1589 (розпочатий в жовтні 1937 р.)
- Зошит VI: пункти 1590–1803 (розпочатий в Кракові 10 лютого 1938 р. закінчений в червні 1938 р.)
- Зошит VII: підписаний «Моє Приготування до Святого Причастя» пункти 1804–1828.

## Популярність
Від часу першого видання Щоденник стає все більш популярним у світі. У наш час Щоденник перекладено багатьма мовами світу (зокрема румунською, мальтійською та корейською). У квітні 2012 року з'явилася польськомовна аудіоверсія Щоденника.